# Ternární komplex
Ternární komplex (též terciární komplex) je termín používaný k označení struktury s „trojstrannou dohodou“, např. enzym-kofaktor-substrát nebo enzym-substrát1-substrát2, je to tedy vlastně multisubstrátový enzym, který se účastní mnoha enzymově katalyzovaných reakcí. V jiném významu se termín používá pro polymer, kde se spolu elektrostaticky vážou opačně nabité polyelektrolyty.